# Abraham von Beth Rabban
Abraham von Beth Rabban war ein Theologe, Professor und Rektor an der Schule von Nisibis. Die Schule von Nisibis war das theologische Ausbildungszentrum der Assyrischen Kirche des Ostens zu Beginn des 6. Jahrhunderts.
Schon im Alter von 15 Jahren wollte er Mönch werden. Er war befreundet mit dem antiochenischen Theologen Narsai von Nisibis. Im Jahre 510 wurde Abraham Rektor der Schule. Diese Funktion hatte er bis 569 inne. Als Lehrer zog er viele Studenten an die Schule; zu seiner Zeit sollen mehr als 1000 Studenten an der Schule in Nisibis studiert haben. Er publizierte eine große Anzahl an Schriften.